# Citrix Systems
Die Citrix Systems, Inc. ist ein US-amerikanisches Softwareunternehmen, das 1989 von Ed Iacobucci (1953–2013) gegründet wurde und heute in Fort Lauderdale in Florida ansässig ist. Citrix-Aktien werden an der NASDAQ unter dem Kürzel CTXS gehandelt. Das Softwareunternehmen ist aktuell in 35 Ländern aktiv. Das Unternehmen ist Mitglied der Linux Foundation.
Der Hauptsitz der „Vertriebsregion Central Europe“ befindet sich in München. Die Citrix Systems International GmbH hat ihren Hauptsitz in Schaffhausen in der Schweiz.
Laut eigenen Angaben setzten 230.000 Unternehmen weltweit Citrix-Technik ein, darunter 99 Prozent aller Fortune-Global-500-Konzerne. Seit der Übernahme von XenSource Inc. im Oktober 2007 verantwortet Citrix Systems das Xen Open Source Hypervisor-Projekt.

## Geschichte
Citrix wurde 1989 durch den ehemaligen IBM-Entwickler Ed Iacobucci in Richardson (Texas, USA) mit einem Startkapital von 3 Millionen US-Dollar gegründet. Bereits kurz darauf zog das Unternehmen nach Coral Springs (Florida, USA) um.
Der ursprüngliche Firmenname lautete Citrus. Nachdem ein anderes Unternehmen Markenrechte beansprucht hatte, erfolgte die Umbenennung in Citrix. Dabei handelt es sich um ein Kofferwort aus Citrus und UNIX.
Viele der ursprünglichen Gründungsmitglieder waren bereits im IBM-OS/2-Projekt tätig. Die Vision Iacobuccis war es, ein OS/2 mit Mehrbenutzer-Unterstützung zu entwickeln. Weil IBM kein Interesse an dieser Idee zeigte, entschloss sich Iacobucci, das Unternehmen zu verlassen. Er erhielt daraufhin ein Jobangebot als Chief Technical Officer bei Microsoft, zog es jedoch vor, sein eigenes Unternehmen zu gründen.
Das erste Produkt, Citrix MULTIUSER, basierte auf OS/2. Citrix lizenzierte den OS/2-Quellcode von Microsoft und umging so IBM.
Man erhoffte sich Marktanteile von UNIX zu sichern, indem man den Einsatz von textbasierten OS/2-Anwendungen vereinfachte. Das Produkt fand jedoch nur wenige Abnehmer, da Microsoft 1991 bekanntgab, OS/2 nicht weiter zu unterstützen.
Im Jahr 1990 übernahm Roger Roberts, der zuvor bei Texas Instruments beschäftigt war, als CEO die Führung des Unternehmens. Drei Jahre später kaufte Citrix das Produkt Netware Access Server von Novell. Dabei handelte es sich um eine auf DOS und Quarterdeck Expanded Memory Manager basierende Remote-Access-Anwendung. Es bot – ähnlich wie heutige Terminal-Server – bereits die Möglichkeit, Desktops und Anwendungen von einem Server an mehrere Nutzer bereitzustellen. Citrix entwickelte dieses Produkt kontinuierlich weiter und veröffentlichte es unter dem Namen WinView. Als solches wurde es zu einem der ersten kommerziell erfolgreichen Citrix-Produkte.
Im Dezember 1995 ging Citrix an die Börse. Das folgende Unternehmenswachstum erfolgte auch mittels Firmenübernahmen. Zwischen 1997 und 2015 hat Citrix fast 50 Firmen zugekauft. 1997 eröffnete die Firma ihr neues Hauptquartier in Fort Lauderdale, (Florida, USA). 1998 gelang es Iacobucci in Verhandlungen mit Microsoft die Citrix Technologie für Windows NT Server zu lizenzieren, was seine Marktstellung festigte.
2015 entließ Citrix 900 Mitarbeiter. 2016 verkaufte das Unternehmen seinen Geschäftsbereich GoTo für 1,8 Mrd. $ an LogMeIn. Im Januar 2017 gab Citrix die Übernahme von Unidesk bekannt.
2022 wurde Citrix selbst übernommen: Vista Equity Partners und Elliott Investment Management zahlten 16,5 Mrd. US$ in bar, um Citrix mit TIBCO zu verschmelzen.

## Verhältnis zu Microsoft
Die heute enge Kooperation zwischen Citrix und Microsoft ist das Ergebnis einer über 30-jährigen Zusammenarbeit. Sie begann 1989 mit der Lizenzierung des OS/2-Quellcodes durch Citrix.
1995 brachte Citrix mit WinFrame eine Windows-NT-Multiuser-Version mit Remote Access heraus. Es handelte sich damals um das erste Produkt seiner Art und richtete sich speziell an die Bedürfnisse von Großunternehmen. Während der Entwicklung von WinFrame für Windows NT 4 entschied sich Microsoft gegen die Lizenzierung des Quellcodes an Citrix. Darüber hinaus drohte Microsoft mit einer eigenen Version von WinFrame. Daraufhin begannen Microsoft und Citrix mit Verhandlungen zur Lösung dieser Situation. Es kam dabei zu einer Einigung, welche die Lizenzierung von Citrix-Technologie durch Microsoft für Windows NT Server 4.0 und letztendlich die Windows Terminal Server Edition zur Folge hatte.
Im Gegenzug willigte Citrix ein, kein Konkurrenzprodukt auf den Markt zu bringen. Das Unternehmen behielt jedoch das Recht, Erweiterungen zu Microsoft-Produkten zu verkaufen. Dies geschah zunächst unter dem Namen MetaFrame. Diese Partnerschaft setzte sich bis zur Ära der Windows 2000 Server und Windows Server 2003 mit MetaFrame XP und Presentation Server fort.
Die Schlüsseltechnik, das ICA-Protokoll, kaufte Microsoft jedoch nicht. Stattdessen entwickelte Microsoft das in NetMeeting verwendete Remote Desktop Protocol (RDP) als Erweiterung des Protokolls T.Share weiter. Es stammte ursprünglich aus einem Deal mit PictureTel (heute Polycom).
Im Januar 2008 gaben Citrix und Microsoft ihre erweiterte Zusammenarbeit bekannt. Mit dieser Allianz können nun umfassendere Virtualisierungs-Lösungen angeboten werden. Im Bereich Desktop- und Server-Virtualisierung wollen die Unternehmen damit eine bessere Kompatibilität beider Techniken sicherstellen.
Ein gutes Jahr später, im Februar 2009, wurde die Zusammenarbeit durch das Project Encore erneut etwas enger. Begleitet wurde diese Ankündigung durch die Einführung von Citrix Essentials. Damit waren nun auch komplexe Konfigurationen von Microsoft Windows Server 2008 Hyper-V möglich. Außerdem wurden gemeinsame Aktivitäten in den Bereichen Marketing, Weiterbildung und im Channel-Vertrieb beschlossen.
Ein weiterer Schritt der Zusammenarbeit beim „Desktop Computing“ erfolgte dann im Juli desselben Jahres durch weitere Vereinbarungen im Feld der Desktop-Virtualisierung. Dazu zählte unter anderem eine verbesserte Integration beider Techniken. So konnten IT-Verantwortliche nun verteilte sowie zentral gehostete Anwendungen mit Citrix XenApp und Microsoft System Center Configuration Manager gleichermaßen verwalten. Auch wurde XenApp um die Unterstützung von Microsoft Application Virtualisation (App-V) erweitert. Damit kann die so genannte „Self-Delivery“ von Anwendungen auf jedem Endgerät durchgeführt werden, auf dem Citrix Receiver und Citrix Dazzle laufen.

## Produkte
Bekannt geworden ist Citrix in erster Linie mit Applikations- und Terminalserver-Anwendungen. Das hat zur Folge, dass mittlerweile oftmals der Name der Firma „Citrix“ als Synonym für eine solche Anwendung verwendet wird. In den letzten Jahren hat Citrix jedoch sein Produktportfolio durch eine Virtual Desktop Infrastructure (XenDesktop), SSL-VPN-Software (Netscaler Gateway), Software-Defined-WAN-Produkte (NetScaler SD-WAN), Produkte zur WAN-Optimierung (NetScaler SD-WAN WANOP), Produkte zur Web-Applikationsbeschleunigung bzw. zu Web-Application-Firewalls (NetScaler), Monitoring (EdgeSight) sowie Single Sign-on (Password Manager) und anderen Security-Produkte erweitert.

### Citrix Hypervisor (früher Citrix XenServer)
Seit Oktober 2007 umfasst das Citrix-Produktportfolio auch die Virtualisierungstechnologie Xen. Diese ermöglicht komplett homogene Infrastrukturen. Von der Bare-Metal-Virtualisierungsplattform in Rechenzentren über Plattformen zur Anwendungsbereitstellung (Windows/Web/OS via ICA-Protokoll), über das Anwendungs- oder OS-Streaming bis hin zu Appliances für Security- und WAN-Optimierung liefert Citrix diverse Produkte, die durch modulares Design zusammen, aber auch separat genutzt werden können.
Seit April 2009 stellt Citrix auch eine eingeschränkte kostenfreie Version von XenServer zur Verfügung.

### Citrix Virtual Apps (früher XenApp)
Das lange Zeit bekannteste Produkt von Citrix wird aktuell unter dem Namen Virtual Apps vertrieben (früher XenApp, Presentation Server bzw. MetaFrame). Es bietet die Möglichkeit, von einem Computer mit einem unterstützten Betriebssystem von überall aus über eine Terminalanwendung auf das Unternehmensnetz zuzugreifen, ohne dass die eigentliche Unternehmenssoftware auf dem verwendeten Rechner installiert sein muss; dort wird nur ein Citrix-ICA-Client vorausgesetzt. Diese Client-Software ist auch für ältere Windows-Versionen sowie weitere Betriebssysteme verfügbar, so dass von diesen aus Programme verwendbar werden, die auf dem eigentlichen Endgerät nicht ablaufen können, sei es mangels Hardware-Ressourcen, sei es weil die Anwendung nur für bestimmte Betriebssysteme (oder Versionen von diesen) erhältlich ist. Oft werden zu diesem Zweck leistungsschwache Endgeräte, sogenannte Thin Clients, verwendet, die ausschließlich als Virtual-Apps-Client dienen und selbst keine Anwendungssoftware ausführen.

### Citrix Virtual Desktops (früher XenDesktop)
Citrix Virtual Desktops ist eine VDI-Software zur Veröffentlichung von Applikationen und kompletten Desktops unter verschiedenen Betriebssystemen. Mit Hilfe eines Software-Clients, des Citrix Receivers (für diverse Mobil- und Desktop-Betriebssysteme verfügbar), werden die veröffentlichten Inhalte dargestellt.

### Citrix Workspace App (früher: Receiver)
Die Workspace App ist ein Client zur Nutzung bereitgestellter Citrix-Serverdienste. Die Software kann auf so gut wie allen gängigen Endgeräten (PC, Mac, Smartphone, Tablet etc.) verwendet werden, um bereitgestellte Anwendungen und ganze Desktops „on demand“ zu nutzen. Dabei spielen Art und Ort des Endgerätes keine Rolle, was den Verwaltungsaufwand in der Regel deutlich vermindert.

### Citrix ADC / NetScaler
Citrix ADC / NetScaler ist ein Network Load Balancer, ein Layer 7 Content Switch, VPN-Gateway und eine Web Application Firewall. Die NetScaler-Produktfamilie umfasst darüber hinaus NetScaler SD-WAN, das per Software-defined networking Per-Packet-Loadbalancing ermöglicht.

## Ausbildungsprogramm
Citrix betreibt ein eigenes Ausbildungsprogramm, wobei hier Prüfungen abzulegen sind, um einen bestimmten Ausbildungsstand zu dokumentieren.
Die früheren Abschlüsse dieses Programms, die so genannten Zertifikate, waren Citrix Certified Administrator (CCA), Citrix Certified Advanced Administrator (CCAA), Citrix Certified Enterprise Administrator (CCEA), Citrix Certified Enterprise Engineer (CCEE), Citrix Certified Integration Architect (CCIA), Citrix Certified Sales Professional (CCSP) und Citrix Certified Instructor (CCI).
Seit Sommer 2013 sind die Citrix-Zertifizierungen fachgebietsorientiert in den Fachrichtungen Apps and Desktops, Networking und Mobility sowie den Abstufungen Associate, Professional und Expert abzulegen.
| Zertifizierung                                 | Kurzbezeichnung | Fachrichtung                              | Stufe      | nach altem Zertifizierungssystem |
| ---------------------------------------------- | --------------- | ----------------------------------------- | ---------- | -------------------------------- |
| Citrix Certified Associate - Virtualization    | CCA - V         | Applikations- und Desktop-Virtualisierung | Management | CCA                              |
| Citrix Certified Professional - Virtualization | CCP - V         | Applikations- und Desktop-Virtualisierung | Deployment | CCEE                             |
| Citrix Certified Expert - Virtualization       | CCE - V         | Applikations- und Desktop-Virtualisierung | Design     | CCIA                             |
| Citrix Certified Associate - Networking        | CCA - N         | Netzwerk                                  |            | CCA                              |
| Citrix Certified Professional - Networking     | CCP - N         | Netzwerk                                  |            | –                                |
| Citrix Certified Expert - Networking           | CCE - N         | Netzwerk                                  |            |                                  |
| Citrix Certified Professional - Mobility       | CCP - M         | Enterprise Mobility Management            |            | –                                |